# Kreisliga Saale
Die Kreisliga Saale war eine der obersten Fußballligen des Verbandes Mitteldeutscher Ballspiel-Vereine (VMBV). Sie wurde 1919 im Zuge einer Spielklassenreform seitens des VMBV ins Leben gerufen und bestand bis 1923. Der Sieger qualifizierte sich für die Endrunde der mitteldeutschen Fußballmeisterschaft.

## Überblick
1919 beschloss der VMBV, über die bestehenden Gauligen sogenannte Kreisligen als erste Spielklassen einzuführen, die mehrere Gaue beinhalteten. Zuvor war die Anzahl an erstklassigen Ligen teilweise bereits auf über 20 angestiegen, was eine Verwässerung des Spielniveaus in der mitteldeutschen Fußballendrunde verursachte. Die Kreisliga Saale beinhaltete die Gaue Saale und Saale-Elster und wurde zu Beginn mit sieben Mannschaften ausgetragen. Zur Spielzeit 1923/24 wurden die Kreisligen wieder abgeschafft, fortan bildeten erneut die zahlreichen Gauligen die ersten Spielklassen innerhalb es VMBVs.
Die Kreisliga Saale wurde von den Halleschen Vereinen aus dem Gau Saale dominiert. Der FC Wacker Halle konnte sich zweimal die Kreismeisterschaft sichern. Jeweils einmal zu Meisterschaftsehren kamen der SV Halle 98 und Borussia Halle. Wie schon zu Gauligazeiten gehörten auch zu Zeiten der Kreisliga die Vereine aus Saale zu den stärkeren Vereinen im VMBV. Wacker Halle erreichte 1919/20 die Vizemeisterschaft. Ein Jahr später konnte der Verein die mitteldeutsche Fußballendrunde gewinnen und sich dadurch für die deutsche Fußballmeisterschaft qualifizieren.

## Meister der Kreisliga Saale 1920–1923
| Jahr    | Kreismeister Saale | Abschneiden mitteldt. Meisterschaft a | Mitteldeutscher Meister     |
| ------- | ------------------ | ------------------------------------- | --------------------------- |
| 1919/20 | FC Wacker Halle    | 2/6                                   | VfB Leipzig                 |
| 1920/21 | FC Wacker Halle    | 1/7                                   | FC Wacker Halle             |
| 1921/22 | SV Halle 98        | 4/7                                   | SpVgg 1899 Leipzig-Lindenau |
| 1922/23 | Borussia Halle     | Viertelfinale                         | SV Guts Muts Dresden        |

## Rekordmeister
Rekordmeister der Kreisliga Saale ist der FC Wacker Halle, der den Titel zweimal gewinnen konnte.
|  | Verein          | Titel | Jahr             |
|  | --------------- | ----- | ---------------- |
|  | FC Wacker Halle | 2     | 1919/20, 1920/21 |
|  | SV Halle 98     | 1     | 1921/22          |
|  | Borussia Halle  | 1     | 1922/23          |